# Папаяннопулос, Сотириос
Сотириос Папаяннопулос (швед. Sotirios Papagiannopoulos, греч. Σωτήριος Παπαγιαννόπουλος; 5 сентября 1990, Стокгольм, Швеция) — шведский футболист греческого происхождения, защитник клуба АИК и сборной Швеции.

## Клубная карьера
Папаяннопулос — воспитанник клуба АИК. В 2008 году Сотириос начал профессиональную карьеру в клубе «АФК Эскильстуна». 16 июля в матче против «Ассириска Фёренинген» он дебютировал в Суперэттан. В 2011 году Папаяннопулос на правах аренды выступал за «Акрополис». В начале 2012 года Сотириос присоединился к «Ассириска Фёренинген». 9 апреля в матче против «Браге» он дебютировал за новый клуб. 28 мая в поединке против «Далкурда» Папаяннопулос забил свой первый гол за «Ассириска Ферининген».
В начале 2015 года Сотириос перешёл в ПАОК. 14 января в матче против «Каллони» он дебютировал в греческой Суперлиге.
Летом того же года Папаяннопулос вернулся в Швецию, подписав контракт с «Эстерсундом». 24 августа в матче против «Утсиктенса» он дебютировал за новую команду. По итогам сезона Сотирис помог команде выйти в элиту. 4 апреля 2016 года в матче против «Хаммарбю» он дебютировал в Аллсвенскан лиге. 28 октября 2017 года в поединке против «Эльфсборга» Сотириос забил свой первый гол за «Эстерсунд». В том же году он помог команде завоевать Кубок Швеции.
Летом 2018 года Папаяннопулос перешёл в датский «Копенгаген». 16 июля в матче против «Хорсенс» он дебютировал в датской Суперлиге.

## Международная карьера
7 января 2018 года в товарищеском матче против сборной Эстонии Папаяннопулос дебютировал за сборную Швеции.

## Достижения
«Эстерсунд»
- Обладатель Кубка Швеции — 2016/17